# Frederick Scott Archer
Frederick Scott Archer, född 1813 i Bishop's Stortford, död 1 maj 1857, var en brittisk fotograf och uppfinnare av kollodiumnegativtekniken. Han patenterade inte sin uppfinning utan gjorde den tillgänglig för alla. Archer begravdes i en fattiggrav på Kensal Green Cemetery.